# Chuck Terry
Allen Charles "Chuck" Terry (Long Beach, California, 27 de septiembre de 1950) es un exjugador de baloncesto estadounidense que jugó dos temporadas en la NBA y tres más en la ABA. Con 1,98 metros de estatura, lo hacía en la posición de alero.

## Trayectoria deportiva

### Universidad
Tras pasar dos años en el pequeño Community College de Long Beach, jugó durante dos temporadas con los 49ers de la Universidad Estatal de California, Long Beach, en las que promedió 14,5 puntos y 7,3 rebotes por partido. En ambas temporadas fue incluido en el mejor quinteto de la Big West Conference.

### Profesional
Fue elegido en la vigésimo novena posición del Draft de la NBA de 1972 por Milwaukee Bucks, y también por los Pittsburgh Condors en el draft de la ABA, firmando por los primeros. En su única temporada en el equipo fue uno de los hombres menos utilizados por su entrenador, Larry Costello, promediando 1,9 puntos y 2,2 rebotes por partido.
Nada más comenzada la temporada 1973-74 es despedido, fichando a los dos días como agente libre por San Antonio Spurs, entonces equipo de la ABA. Allí juega durante dos temporadas, teniendo un poco más de participación en el equipo que en su primer año como profesional. En su primera temporada con los Spurs promedia 4,9 puntos y 2,7 rebotes por partido.
En 1975 es traspasado, junto con Rich Jones, Bobby Warren y Kim Hughes a New York Nets, a cambio de Billy Paultz. En la que iba a ser la última temporada de la ABA conseguiría su único campeonato, derrotando en la final a Denver Nuggets. colaborando con 3,3 puntos y 2,2 rebotes por partido. El equipo se integraría en la temporada siguiente en la NBA en el que sería su último año como profesional, y curiosamente el mejor a nivel estadístico, ya que promedió 5,0 puntos y 2,3 rebotes. Tras ser despedido, se retiró definitivamente.

## Estadísticas de su carrera en la NBA y la ABA

### Temporada regular
| Temporada | Edad | Equipo            | Liga  | P   | TIT | MIN  | TC  | TCA | %TC  | 3P  | 3PA | %3P  | TL  | TLA | %TL  | R.OF. | R.DEF. | REB | ASIS | ROB | TAP | PER | FP  | PTS |
| 1972-73   | 22   | Milwaukee Bucks   | NBA   | 67  |     | 10.3 | 0.8 | 2.4 | .340 |     |     |      | 0.3 | 0.4 | .708 |       |        | 2.2 | 0.6  |     |     |     | 1.7 | 1.9 |
| 1973-74   | 23   | TOTAL             | TOTAL | 68  |     | 16.5 | 2.0 | 4.5 | .444 | 0.0 | 0.0 | .500 | 0.5 | 0.6 | .878 | 1.0   | 1.5    | 2.5 | 1.1  | 0.3 | 0.1 | 0.5 | 2.1 | 4.5 |
| 1973-74   | 23   | Milwaukee Bucks   | NBA   | 7   |     | 4.6  | 0.6 | 1.7 | .333 |     |     |      | 0.0 | 0.0 |      | 0.1   | 0.3    | 0.4 | 0.6  | 0.3 | 0.0 |     | 0.6 | 1.1 |
| 1973-74   | 23   | San Antonio Spurs | ABA   | 61  |     | 17.9 | 2.2 | 4.8 | .449 | 0.0 | 0.0 | .500 | 0.6 | 0.7 | .878 | 1.1   | 1.6    | 2.7 | 1.2  | 0.3 | 0.1 | 0.5 | 2.3 | 4.9 |
| 1973-74   | 24   | San Antonio Spurs | ABA   | 79  |     | 15.0 | 1.9 | 4.0 | .473 | 0.0 | 0.1 | .375 | 0.5 | 0.7 | .736 | 1.0   | 1.8    | 2.7 | 0.9  | 0.5 | 0.0 | 0.5 | 1.8 | 4.3 |
| 1973-74   | 25   | New York Nets     | ABA   | 66  |     | 14.7 | 1.5 | 3.7 | .390 | 0.1 | 0.3 | .286 | 0.3 | 0.4 | .759 | 0.7   | 1.5    | 2.2 | 0.6  | 0.5 | 0.1 | 0.3 | 1.8 | 3.3 |
| 1976-77   | 26   | New York Nets     | NBA   | 61  |     | 17.6 | 2.1 | 5.2 | .403 |     |     |      | 0.8 | 1.0 | .774 | 0.7   | 1.6    | 2.3 | 0.6  | 1.0 | 0.2 |     | 2.0 | 5.0 |
| Total     |      |                   | TOTAL | 341 |     | 14.8 | 1.7 | 3.9 | .419 | 0.0 | 0.2 | .323 | 0.5 | 0.6 | .775 | 0.9   | 1.6    | 2.4 | 0.8  | 0.6 | 0.1 | 0.4 | 1.9 | 3.8 |
|           |      |                   | ABA   | 206 |     | 15.8 | 1.8 | 4.1 | .441 | 0.0 | 0.2 | .323 | 0.5 | 0.6 | .789 | 0.9   | 1.6    | 2.6 | 0.9  | 0.4 | 0.1 | 0.4 | 1.9 | 4.2 |
|           |      |                   | NBA   | 135 |     | 13.3 | 1.4 | 3.6 | .380 |     |     |      | 0.5 | 0.6 | .756 | 0.6   | 1.5    | 2.2 | 0.6  | 0.9 | 0.1 |     | 1.8 | 3.3 |

### Playoffs
| Temporada | Edad | Equipo            | Liga  | P  | MIN | TCA | TC | 3PA | 3P | TLA | TL | R.OF. | REB | ASIS | ROB | TAP | PER | FP | PTS | %TC  | %3P  | %FT  | MIN  | PTS | REB | AST |
| 1972-73   | 22   | Milwaukee Bucks   | NBA   | 5  | 18  | 4   | 5  |     |    | 0   | 0  |       | 3   | 1    |     |     |     | 2  | 8   | .800 |      |      | 3.6  | 1.6 | 0.6 | 0.2 |
| 1974      | 23   | San Antonio Spurs | ABA   | 7  | 112 | 11  | 24 | 0   | 0  | 4   | 6  | 10    | 24  | 7    | 0   | 0   | 3   | 9  | 26  | .458 |      | .667 | 16.0 | 3.7 | 3.4 | 1.0 |
| 1975      | 24   | San Antonio Spurs | ABA   | 5  | 123 | 12  | 25 | 0   | 0  | 3   | 4  | 2     | 19  | 2    | 3   | 1   | 1   | 14 | 27  | .480 |      | .750 | 24.6 | 5.4 | 3.8 | 0.4 |
| 1976      | 25   | New York Nets     | ABA   | 4  | 23  | 0   | 7  | 0   | 2  | 0   | 0  | 1     | 2   | 1    | 0   | 0   | 5   | 7  | 0   | .000 | .000 |      | 5.8  | 0.0 | 0.5 | 0.3 |
| Total     |      |                   | TOTAL | 21 | 276 | 27  | 61 | 0   | 2  | 7   | 10 | 13    | 48  | 11   | 3   | 1   | 9   | 32 | 61  | .443 | .000 | .700 | 13.1 | 2.9 | 2.3 | 0.5 |
|           |      |                   | ABA   | 16 | 258 | 23  | 56 | 0   | 2  | 7   | 10 | 13    | 45  | 10   | 3   | 1   | 9   | 30 | 53  | .411 | .000 | .700 | 16.1 | 3.3 | 2.8 | 0.6 |
|           |      |                   | NBA   | 5  | 18  | 4   | 5  |     |    | 0   | 0  |       | 3   | 1    |     |     |     | 2  | 8   | .800 |      |      | 3.6  | 1.6 | 0.6 | 0.2 |